# Holopyga dichroica
Holopyga dichroica (лат.) — вид ос-блестянок рода Holopyga из отряда перепончатокрылые насекомые. Палеарктика.

## Этимология
Видовой эпитет dichroica происходит от греческого слова dikhroos (от di- «дважды» + khrōs «цвет»), что относится как к различной окраске самца и самки, так и к дихроичной окраске переднеспинки самки, которая красная с синими передними полями.

## Описание
Мелкие осы-блестянки (длина тела от 4,6 до 7,4 мм), ярко-окрашенные, металлически блестящие. Holopyga dichroica характеризуется сильным половым диморфизмом: самец имеет зелёные голову и мезосому и дорсально красную метасому, а самка — синие голову и мезосому, с красными переднеспинкой, мезонотумом и метанотумом. Другими диморфными признаками являются удлинённая, яйцевидная форма третьего тергита у самки и немного более острые и расходящиеся височные доли у самца, которые являются диморфными признаками, известными у других видов рода Holopyga.

## Систематика
Криптический вид, который ранее путали с другими таксонами (в том числе, = H. jurinei sensu Linsenmaier, H. lucida, H. generosa). Таксон был впервые описан в 2025 году итальянско-швейцарским гименоптерологом Паоло Роса (Paolo Rosa; Natur-Museum Luzern, Люцерн, Швейцария; и Бернареджо, Италия) в составе рода Holopyga (Elampini, Chrysidinae) по типовому материалу из Италии.

## Распростарнение
Западная Палеарктика от Пиренейского полуострова и стран Средиземноморья до Центральной Азии. Авторами был изучен материал из Австрии, Армении, Болгарии, Боснии и Герцеговины, Венгрии, Греции, Испании, Италии, Казахстана, Кыргызстана, Ливана, Северной Македонии, Румынии, Португалии, России, Словакии, Словении, Турции, Украины, Франции, Хорватии, Черногории, Чехии, Швейцарии.